# UD级潜艇
UD级潜艇（德語：U-Boot-Klasse UD）原为奥匈帝国海军于1913年向基尔日耳曼尼亚船厂订购的五艘潜艇或称U艇所使用的艇级。它们在第一次世界大战爆发后被德意志帝国海军接管，因为当时人们认为这些潜艇不可能运抵地中海交付奥匈帝国。
奥匈帝国海军是在对三个国家设计的六款潜艇进行竞争性评估后，摈弃了英国怀特黑德公司的设计而选择德国日耳曼尼亚船厂的506d型暨UD级方案，用作装备其U-7至U-11号潜艇。这些潜艇的设计长度为69.50米，水上和水下排水量介于695至885吨之间。它们将装备五具鱼雷发射管和一门甲板炮。在推进方面，设计要求使用双柴油发动机进行水上运行、使用双电动发电机进行水下运行。奥匈帝国海军于1913年2月订购了这些潜艇，并于同年11月开始建造第一艘。
随着第一次世界大战于1914年8月爆发，奥匈帝国海军确信将尚未完工的潜艇经由直布罗陀海峡运往地中海是不现实的。经过谈判，他们于1914年11月将这五艘潜艇转售予德意志帝国海军。后者将其装备为U-66至U-70号潜艇，并根据德国的标准进行了重新设计和改造。相关的变化包括一门更大的甲板炮、增加了近100吨的水上和近50吨的水下排水量。全部五艘同级艇都参与了服役，其中四艘击沉了15艘或以上的船舶。惟U-68号于投入战争6天后便在其首次巡逻中遭击沉，未及取得任何战功。另两艘艇，U-66号和U-69号于1917年失踪。余下的两艘U-67号和U-70号则在战后向英国投降，并至1921年之前拆解报废。

## 背景
1904年，在考虑到其他国家的海军率先开发潜艇军备之后，奥匈帝国海军遂命令奥地利海军技术委员会（Marinetechnisches Komitee，简称MTK）展开潜艇设计。当海军以不可行为由，于1905年1月否决了MTK的方案和作为公开竞标而提交的其他设计后，他们转而选择订购各由西蒙·莱克、日耳曼尼亚船厂和约翰·菲利普·霍兰德设计的两款潜艇，以进行竞争性评估。
根据试验结果，奥匈帝国海军确定了下一代奥匈潜艇应该具备的特征。他们意欲寻求一款排水量约500吨、采用柴油推进的双壳体潜艇。他们还希望潜艇的水上航速达到16至18節（30至33每小時），并配备三到五具450毫米鱼雷发射管。奥匈帝国海军最终选择了德国日耳曼尼亚船厂的506d型方案（即后来的UD级）用作装备其U-7至U-11号潜艇，而不是英国怀特黑德公司提交的48型方案，主要是因为成本较低。海军于1913年2月1日签署了五艘潜艇的订购合同。

## 设计
506d型方案被奥匈帝国海军视为同样由德国设计的U-3级潜艇的改进版本。根据奥匈帝国海军的计划，这些艇只的水上排水量为695吨，水下排水量为885吨。它们均为双层艇体，全长69.50米，舷宽6.30米，吃水3.79米。奥地利的规范要求这些双轴潜艇只在水上运行时使用双柴油发动机（总功率2,300匹公制馬力, 2,269匹制動馬力1,692千瓦特），速度最高可达17節（31每小時）；在水下运行时使用双电动发电机（总功率1,240匹公制馬力, 1,223匹軸馬力912千瓦特），最高速度为11節（20每小時）。
这些潜艇设计配备五具450毫米鱼雷发射管，其中四具设于艇艏、一具在艇艉。艇载武器还包括一门口径为66毫米的甲板炮。

## 建造
在奥匈帝国海军于1913年2月1日签署订购协议后，同级的前两艘潜艇——U-7和U-8号，于11月1日在日耳曼尼亚船厂的基尔船坞开始铺设龙骨。U-9号于同年12月底铺设，最后两艘U-10和U-11号则都在1914年2月开建。建造计划在29至33个月内完工。
至1914年8月第一次世界大战爆发时，尚未有一艘同级艇完工。由于它们是在基尔建造，奥地利人开始确信无法接收这些艇只的交付，因为它们必须经行敌对英国的领土直布罗陀才能被拖运至地中海。结果，在退还了奥匈帝国预付的200万克朗后，同级的五艘潜艇于1914年11月28日被移交予德意志帝国海军。日耳曼尼亚船厂随后获得德意志帝国海军批出的D项战时订单（Kriegsauftrag D），UD级因此而得名。
完成收购后，UD级被装备至U-66至U-70号序列。德意志帝国海军根据德国标准对这些潜艇进行了重新设计和改造，增加了96吨的水上和48吨的水下排水量。鱼雷装载量也增加了三分之一，从9枚增加至12枚；而甲板炮也从原本规划的66毫米炮升级为88毫米30倍径速射炮。
作为同级的第一艘艇，U-66号于1915年4月22日下水。另外四艘紧随其后，各以约三周的间隔推出船台，直至末艇U-70号于7月20日下水。这些艇只于7月至9月间全部完工并投入德意志帝国海军服役。

## 服役
UD级的所有艇只都参与过战时巡逻，并且除了U-68号以外，其他艇只都取得过战功；其中U-69号和U-70号都击沉了容积总吨超过100000吨的协约国或中立国船舶。U-68号于1916年3月被英国皇家海军Q船法恩伯勒号击沉，是第一艘在战争中损失的同级艇。U-69号和U-66号也分别于1917年7月和9月失踪。U-67号和U-70号则在战争中幸存了下来，并于1918年11月向英国投降，至1921年在当地拆解报废。

## 同级艇

### U-66号
U-66号作为级首艇于1913年11月1日率先在基尔开建，船厂编号为203。它于1915年4月22日下水，至同年7月23日在首任艇长、海军上尉托瓦尔德·冯·博特默的指挥下正式入役。战争期间，U-66号共击沉25艘船舶，容积总吨为73847吨。它所击沉的两艘最大型船舶是英国货轮波瓦坦号（Powhatan，6117总吨）和湾州号（Bay State，6583总吨），均于1917年葬身大海。U-66号最后一次出没是在1917年9月3日，当时它报告了自己在北海的位置。官方对该艇的结局一无所知。英国的记录显示U-66号可能触雷或遭驱逐舰击沉，但德国的记录并未证实这一点。

### U-67号
U-67号同样于1913年11月1日在基尔开建，船厂编号为204。它于1915年5月15日下水，至同年8月4日在首任艇长、海军中尉埃里希·冯·罗森贝格-格鲁什琴斯基的指挥下正式入役。战争期间，U-67号共击沉17艘船舶（39720总吨）和击伤4艘船舶（19048总吨）。U-67号于1918年11月20日向英国投降，并于1921年在费勒姆拆解报废。

### U-68号
U-68号于1913年12月31日在基尔开建，船厂编号为205。它于1915年6月1日下水，至同年8月17日在首任暨唯一一任艇长、海军上尉路德维希·京策尔的指挥下正式入役。1916年3月22日，即首次出港巡逻的第六天，U-68号在丁格尔附近被英国Q船法恩伯勒号（5号Q船）击沉，全艇官兵均告罹难。U-68号在其短暂的服役生涯中没有击沉任何船只。

### U-69号
U-69号于1914年2月7日在基尔开建，船厂编号为206。它于1915年6月24日下水，至同年9月4日在首任艇长、海军上尉恩斯特·威廉姆斯的指挥下正式入役。战争期间，U-69号共击沉31艘船舶，容积总吨为102875吨，其中最大的是重达13441总吨的武装商船复仇者号（Avenger）。U-69号最后一次出没是在1917年7月11日，当时它报告了自己在挪威海岸附近的位置。官方对该艇的结局一无所知，尽管英国人报称它是被爱国者号驱逐舰所击沉。然而，德国记录中的日期并不支持这种说法。

### U-70号
U-70号于1914年2月11日在基尔开建，船厂编号为207。它于1915年7月20日下水，至同年9月22日在首任艇长、海军上尉奥托·温舍的指挥下正式入役。战争期间，温舍率U-70号共击沉了1艘军舰——即英国单桅战船杜鹃花号（HMS Rhododendron）和53艘商船，容积总吨为137774吨。在民用船舶中，有一艘名为南国号的邮轮，其容积总吨为11899吨，是一战期间被德国U艇击沉的最大型船舶之一。此外，U-70号还击伤了5艘24971总吨的船舶。U-70号于1918年11月20日向英国投降，并于1919年至1920年间在博內斯拆解报废。

## 脚注
1. 1 2 3 4  Gardiner，第177頁.
2. 1 2  Gardiner，第343頁.
3. 1 2 3 4 5 6 7 8 9 10  Gröner，第10頁.
4. 1 2 3  Gardiner，第340頁.
5. ↑  Sieche，第16頁.
6. ↑  Gardiner，第342–343頁.
7. 1 2 3 4 5  Helgason, Guðmundur. . German and Austrian U-boats of World War I - Kaiserliche Marine - Uboat.net.
8. 1 2 3 4 5 6  Helgason, Guðmundur. . German and Austrian U-boats of World War I - Kaiserliche Marine - Uboat.net.
9. 1 2 3 4 5  Helgason, Guðmundur. . German and Austrian U-boats of World War I - Kaiserliche Marine - Uboat.net.
10. 1 2 3 4 5  Helgason, Guðmundur. . German and Austrian U-boats of World War I - Kaiserliche Marine - Uboat.net.
11. 1 2 3 4 5 6  Helgason, Guðmundur. . German and Austrian U-boats of World War I - Kaiserliche Marine - Uboat.net.
12. ↑  Sieche，第19頁.
13. ↑  Messimer，第85, 88頁.
14. ↑  Helgason, Guðmundur. . German and Austrian U-boats of World War I - Kaiserliche Marine - Uboat.net.   [2021-10-09].
15. ↑  Messimer，第85頁.
16. ↑  Helgason, Guðmundur. . German and Austrian U-boats of World War I - Kaiserliche Marine - Uboat.net.   [2021-10-09].
17. ↑  Messimer，第86–87頁.
18. ↑  Helgason, Guðmundur. . German and Austrian U-boats of World War I - Kaiserliche Marine - Uboat.net.   [2021-10-09].
19. ↑  Helgason, Guðmundur. . German and Austrian U-boats of World War I - Kaiserliche Marine - Uboat.net.   [2021-10-09].
20. ↑  Tennent，第226頁.
21. ↑  Messimer，第88頁.
22. ↑  Helgason, Guðmundur. . German and Austrian U-boats of World War I - Kaiserliche Marine - Uboat.net.   [2021-10-09].
23. ↑  Helgason, Guðmundur. . German and Austrian U-boats of World War I - Kaiserliche Marine - Uboat.net.   [2021-10-09].

## 文献
- Gardiner, Robert (编). . Annapolis, Maryland: Naval Institute Press. 1985. ISBN 978-0-87021-907-8. OCLC 12119866.
- Gröner, Erich; Jung, Dieter; Maass, Martin. . German Warships 1815–1945 2. 由Thomas, Keith; Magowan, Rachel翻译 (London: Conway Maritime Press). 1991. ISBN 0-85177-593-4.
- Messimer, Dwight R. . Annapolis, Maryland: Naval Institute Press. 2002. ISBN 978-1-55750-475-3. OCLC 231973419.
- Sieche, Erwin F. . . Naval Institute Press. 1980. ISBN 978-0-87021-976-4. OCLC 233144055.
- Tennent, A. J. . Penzance: Periscope Publishing. 2006 [1990]. ISBN 1-904381-36-7.